# Limnoria clarkae
Limnoria clarkae is een pissebed uit de familie Limnoriidae. De wetenschappelijke naam van de soort is voor het eerst geldig gepubliceerd in 1987 door Kensley & Schotte.